# Tabajara Futebol Clube

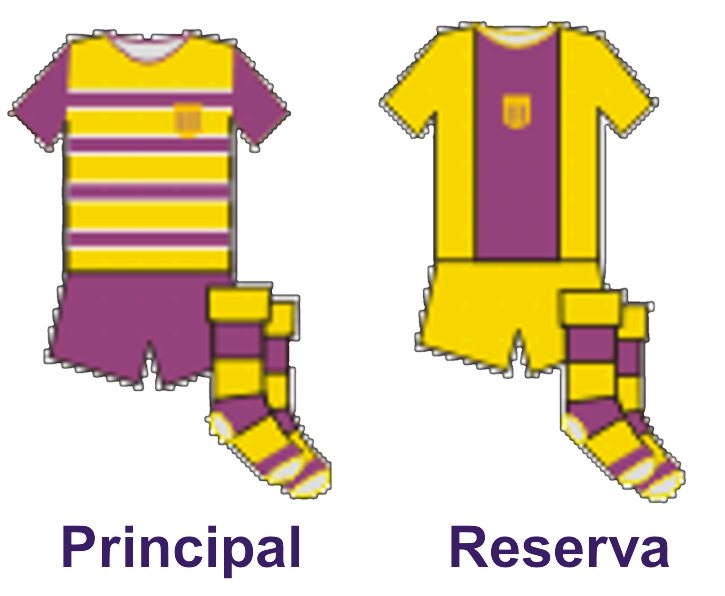
Uniforme do Tabajara

O Tabajara Futebol Clube é um time de futebol fictício, criado pelos humoristas do Casseta & Planeta. Em suas gagues, o Tabajara satirizava o submundo do futebol brasileiro: dirigentes de futebol incompetentes, vigaristas e corruptos, falta de dinheiro, entre outros fatores. Supostamente o clube é uma das empresas das Organizações Tabajara.
É o autodenominado "Pior Time do Mundo", o que foi inspirado no clube pernambucano Íbis.
Camisas auri-roxas do Tabajara tornaram-se muito populares em camelôs, e torcidas revoltadas costumam fazer referência ao time. A camisa redesenhada do Tabajara chegou a ser distribuída como brinde, numa promoção do jornal Lance!, em 2002. Suas cores são o amarelo, o branco e o roxo.

## Títulos
Título Invicto

## História
O quadro foi criado em 1999, idealizado por Bussunda, integrante da equipe do programa e amante do futebol. No quadro, Bussunda interpretava o atacante mimado Marrentinho Carioca, enquanto Beto Silva era o meia Wantuyrson. Cláudio Manoel vivia o técnico e presidente Doutor Barrosinho, enquanto Hélio de la Peña era o narrador Jabaculemos, e Reinaldo interpretava o também meio-campo Penico.
No enredo, o Tabajara foi fundado no dia 16 de julho de 1950, o mesmo dia que o Brasil perdeu a Copa do Mundo para o Uruguai. Seu único título a ostentar era o de pior equipe do mundo, tendo sido rebaixado no Campeonato Carioca, no campeonato da rua e no campeonato de futebol de botão. Seu estádio era o Tabajarão, estádio de capacidade desconhecida inaugurado "em um dia desses", e cujo jogo de estreia foi uma em que o Tabajara foi derrotado por 0x38 para o São Perebano.
Logo num dos primeiros episódios, o primeiro gol da história do clube foi marcado por uma vaca, que logo tornou-se titular da equipe, na derrota de 60-1 para o Setenta e Cinco de Piracicaba, time formado por veteranos com mais de 75 anos de idade. Posteriormente, o clube sofreu derrotas humilhantes para equipes como Caquético Mineiro - time formado por idosos que jogavam com andadores - e Real Jabuti - time formado por jabutis de verdade.
Em 2005, o clube possuía como patrocinador a "Lavanderia Lava Môney", sugestivamente, uma empresa de lavagem de dinheiro. Após as roupas do clube encolherem na tal lavanderia, novos uniformes foram desenhados pelo estilista Marrentinho Gaúcho - irmão do Marrentinho Carioca. Ele tentou substituir o uniforme tradicional por roupas femininas, mas sob protesto lançou apenas uma mudança radical: as listras amarelas e roxas das camisas que antes eram verticais passaram a ser horizontais. O jogo de estreia do uniforme foi marcado por mais uma derrota humilhante, 71-0 para o Morto Clube (paródia do Moto Club), mas desta vez Marrentinho afirmou que graças aos uniformes novos eles "perderam bonito".
Em 2006 o quadro Tabajara Futebol Clube do programa Casseta & Planeta, urgente! foi cancelado depois da morte de Bussunda, porém, retornou em 2008, com o patrocínio do "Leitinho Quentinho do Papai" e o concurso "Musa do Tabajara", parodiando o concurso Musa do Brasileirão, promovido pelo programa Caldeirão do Huck. No ano de 2010, o jogador Kiekeylson (interpretado por Claudio Manoel) comprou o time do Tabajara e se tornou treinador e jogador do mesmo, porém, nunca treinando, por não gostar de treinar.
A primeira vitória do clube se deu em um episódio em que a equipe foi treinada por Osama Bin Laden, definido como o "maior especialista em bombas no mundo", e venceu o time da Al Qaída (sátira ao grupo terrorista Al Qaeda), devido ao fato de os jogadores deste serem homens-bomba e explodirem. Em outro ainda, a equipe do Tabajara F.C. venceu a seleção brasileira por WO, já que a seleção não compareceu. Ainda, o Tabajara foi goleado por carros de um estacionamento, porém, estes foram eliminados, o que deu a vitória ao Tabajara. Em uma quarta oportunidade, o time venceu a equipe do programa Pisando na Bola, do canal fechado SporTV.
Seu currículo de vitórias teria sido maior se não tivesse sido desclassificado de certos jogos. Em um deles, a Vaca foi reprovada no exame anti-doping por ter pastado em uma plantação de maconha. Em outro, um juiz foi subornado para manipular o resultado da partida contra o Real Saci (sátira ao Real Madrid). O árbitro foi desmascarado.

## Elenco
A escalação original era a seguinte: Águia (goleiro); Samambaia (lateral), Duplex (zagueiro), Pirata (zagueiro), Ruinzinho (lateral), Ruinzinho Gaúcho (meio-campo), Múmia (meio-campo), Penico (meio-campo), Wanthuyrson (meio-campo), Marrentinho Carioca (Atacante) e Vaca (atacante).
Marrentinho Carioca, paródia de Marcelinho Carioca e Romário, autodenominava-se o "craque do time", apesar de nada fazer em campo. Usava o bordão "Fala sério, aí!". O capitão era Wanthuyrson, que usava o bordão "ouça a voz da experiência".
O jogador Penico, apesar de fazer parte do time base, na escalação oficial, era sempre relegado à reserva, sendo substituído por alguma contratação anunciada pela diretoria a cada episódio, entre as quais o atacante Bandeja (“um exemplo de prata da casa”), Mesa, Tom Cruise (que escondia a cabeça com um saco de papel), Fenômeno, Dona Izete, Perebović - paródia de Dejan Petković - e Cristiano Depilaldo - paródia de Cristiano Ronaldo. Pirata era um jogador de uma perna só, interpretado por Genivaldo Matos Santos, que também era dublê do Saci em duas versões do Sítio do Picapau Amarelo. Alguns dos jogadores de seu elenco regular também eram paródias a jogadores reais, por exemplo, Ruinzinho  (paródia do jogador Ronaldo), Ruinzinho Gaúcho (paródia do jogador Ronaldinho Gaúcho),  e Ruinvaldo (paródia do jogador Rivaldo).
Com a volta do quadro, após a morte de Bussunda, surgiu o jogador Kiekeylson (interpretado por Cláudio Manoel), que posteriormente comprou o clube, tornando-se presidente do clube no lugar do Dr Barrosinho (interpretado pelo mesmo ator), além de técnico e jogador. Usando o bordão "Pô, chincheramente", ganhou um quadro próprio na temporada de 2009.
Outros jogadores que eventualmente foram contratados e também faziam referências a jogadores reais foram Kokô (primo de Kaká), Cadeirantinho Gaúcho - também paródia de Ronaldinho Gaúcho, numa alusão à repercussão dos cadeirantes por causa da novela Viver a Vida - e Presunto - um defunto escolhido para ser o centroavante, já que, devido ao alto custo para contratar Romário, foi escolhido "Presunto", que alegavam ser igual a Romário, paradão na área. Ainda chegou-se a contratar Ganso, anunciado por Kiekeylson como a transferência do ano do Tabajara, mas ao invés de Paulo Henrique Ganso, tratava-se de um ganso de verdade. O já mencionado Cristiano Depilaldo era também uma paródia de Cristiano Ronaldo, sendo o personagem um jogador metrossexual que deixava Kiekeylson enciumado, já que todas as suas marias-chuteiras davam mais atenção a Depilaldo do que ao presidente do clube.
| INTERNACIONAIS | INTERNACIONAIS | INTERNACIONAIS | INTERNACIONAIS |
|                | Competição     | Títulos        | Temporadas     |
| -------------- | -------------- | -------------- | -------------- |
|                | Winner Cup     | 1              | 2008           |

## Campeonato Brasileiro Série Z
- Atlético Cachaceiro[9] - paródia ao Atlético Mineiro.
- Real Saci[9] - paródia ao Real Madrid.
- São Perebano[9] - paródia ao São Caetano.
- Morto Clube[9] - paródia ao Moto Club
- Capivara F.C.[9]
- Bregantino[9]- paródia ao Bragantino.
- E.C. Perebense[9]
- Pinel F.C.[9]
- São Ratazano[9]
- Barata F.C.[9]
- Chapeleta de Desportos[9] - paródia à Portuguesa.
- Filhos do Íbis[9]
- Primos do Macaco Tião[9] - paródia à Ponte Preta.
- Acadêmicos de Pelotas[9]
- Portugueses de Bigode[9]
- 75 de Piracicaba[9] - paródia ao XV de Piracicaba
- Atlético Clube dos Zumbi[9]
- Derrota da Bahia[9] - paródia ao Vitória.
- Capivara E.C.[9]
- Tabajara FC[9]
- Botafogo RJ[9]

## Na cultura popular
Em 2010, uma camisa comemorativa lançada pelo Clube de Regatas do Flamengo chegou a ser comparada por torcedores à camisa do Tabajara. Em 2015, um clube amador de Uberlândia chamado Tabajara Futebol Clube, cujo nome era inspirado no clube fictício, foi campeão da cidade.